# استریف‌کرک
استریف‌کرک (به هلندی: Streefkerk) یک منطقهٔ مسکونی در هلند است که در مولن‌وارد واقع شده‌است. استریف‌کرک ۲٬۶۰۰ نفر جمعیت دارد.